# Christoph Janker
Christoph Janker (Cham, 14 de fevereiro de 1985) é um futebolista profissional alemão que atua como defensor.

## Carreira
Christoph Janker começou a carreira no TSV 1860 München.